# Déficit budgétaire et déficit public
Ne doit pas être confondu avec Dette publique.
En comptabilité nationale, le déficit budgétaire est la situation dans laquelle les recettes de l'État (hors remboursements d'emprunts) sont inférieures à ses dépenses (hors emprunts) au cours d'une année. Donc, le solde budgétaire est négatif, et le budget est dit déficitaire,.
Le déficit budgétaire se différencie du déficit public par le fait qu'il n'inclut pas le solde des recettes et des dépenses des autres administrations publiques (les ODAC, les collectivités territoriales  et les organismes de sécurité sociale), tandis que le déficit public se compose du déficit du budget de l'État et aussi des déficits de la sécurité sociale, des autorités locales et des autres organismes de l'administration centrale. Autrement dit, il correspond à un solde annuel négatif du budget des administrations publiques; au sens de Maastricht, il traduit le besoin de financement des administrations publiques.
Le déficit budgétaire peut donner lieu à de nouveaux emprunts contractés par l'État au cours de l'année, en plus de ceux destinés à amortir les emprunts antérieurs arrivés à échéance. Ces emprunts viennent alimenter la dette de l'État, de même que le déficit public augmente la dette publique. Ainsi, ces deux données sont liées mais se distinguent par leur nature : le déficit est un flux alors que la dette est un stock.
Concrètement, les budgets publics (mesurés avec une périodicité annuelle) sont très souvent déficitaires, dans la majorité des pays ; dans le cas opposé, on parle d’excédent budgétaire. En France, dans le cadre de la loi organique relative aux lois de finances, le solde budgétaire de l'année à venir fait l'objet d'une prévision inscrite dans le projet de loi de finances.

## Gestion du déficit
Pour équilibrer les comptes, le déficit peut être compensé :
- par l'emprunt (ce qui déplace le « problème » dans le temps, suppose la confiance des créanciers, et a de toute façon un coût puisqu'il faut payer des intérêts) ;
- par le recours à des réserves préalablement accumulées à partir d'excédents budgétaires réalisés les années antérieures ;
- plus généralement, en puisant dans le patrimoine ;
- par des hausses d'impôts, à supposer qu'elles n'atteignent pas le point de rupture où elles détruisent le gisement fiscal, ou par des baisses d'impôts, qui peuvent éventuellement augmenter les rentrées fiscales (voir courbe de Laffer) ;
- par une émission monétaire (« planche à billets »), qui ne déplace pas la difficulté dans le temps, mais en change la nature en modifiant la valeur de la monnaie. Cette méthode n'est plus utilisée depuis des décennies dans les pays développés (quoique l'assouplissement quantitatif, auquel les États-Unis ont notamment eu recours dans le cadre de la crise financière de la fin des années 2000, s'en rapproche), elle est même impossible dans les États qui ont confié la gestion de la monnaie à une banque centrale indépendante. C'est le cas par exemple des États de l’Union européenne avec la Banque centrale européenne.
- par une réduction des dépenses publiques.

## Solde structurel et solde primaire
En macroéconomie, on distingue, au sein du solde public, deux éléments : la composante structurelle (dénommée solde structurel), et la composante conjoncturelle. Le solde conjoncturel est traditionnellement calculé à partir des sensibilités moyennes des dépenses et des recettes publiques à la position de l’économie dans le cycle économique (écart de production ou output gap en anglais). Le solde structurel est alors obtenu en retranchant du solde public le solde conjoncturel ainsi construit,. Une autre définition plus simple consiste à dire que le solde structurel est le solde budgétaire qui serait obtenu si la croissance atteint le PIB potentiel. Le solde conjoncturel étant alors obtenu par différence entre le solde réel et le solde structurel. Ainsi, le déficit public structurel est le solde négatif des finances publiques sans tenir compte de l’impact de la conjoncture sur la situation des finances publiques.
La variation du solde structurel est aussi appelée « ajustement structurel », qui comprend :
- l'effort structurel, qui regroupe les effets des mesures prises par l'État concernant les dépenses (réduction du ratio structurel de dépenses publiques) et les recettes (mesures nouvelles en prélèvements obligatoires) ;
- une composante non discrétionnaire, qui dépend de l'évolution des élasticités des différents prélèvements obligatoires ainsi que la contribution des évolutions des recettes hors prélèvements obligatoires.

Parallèlement, on qualifie de solde primaire la situation budgétaire d'un État endetté avant le paiement de la charge de la dette. On parlera donc de déficit primaire ou d'excédent primaire, même si au bout du compte, le budget accuse un déficit. Ce type de solde est utilisé comme révélateur de l'équilibre budgétaire réel de l'État à un moment donné, en lui retranchant le poids de ses déficits passés qu'incarne la dette.

## Influence
Il est important de comprendre le lien entre déficit public et dette publique. Le budget de l'État est en déficit lorsque l'excédent primaire des finances publiques ne suffit pas au paiement des intérêts sur la dette. La dette publique augmente donc en valeur.
Dans tous les cas, augmenter le déficit budgétaire a un impact économique qui peut, selon certains économistes, être un stimulant pour l'activité économique par l'intermédiaire d'une politique de relance selon les principes du keynésianisme, ou simplement être un moindre mal dans certaines situations de récession. Pour d'autres économistes, un déficit budgétaire est toujours le signe d'une mauvaise gestion des fonds publics et de l'argent du contribuable et à ce titre il doit être évité (voir politique budgétaire).
Si le taux de rendement des investissements publics est supérieur au taux d'intérêt payé sur la dette publique, il peut être rationnel de s’endetter. Toutefois, pour la France par exemple, le déficit actuel (en 2007) ne finance que des dépenses courantes.
Lorsque la dette publique est mesurée en pourcentage du PIB, elle peut baisser d'une année à l'autre, même en présence d'un déficit budgétaire. En effet, lorsque la dette et le PIB augmentent, le ratio de la dette publique sur le PIB diminuera si le PIB croît plus vite que la dette.

## Union européenne: critères de convergence
Les pays participant à la monnaie unique européenne sont soumis à une discipline économique et budgétaire visant à empêcher les déficits publics excessifs. Sont considérés comme excessifs les déficits cumulés des administrations publiques dépassant le seuil de 3 % du produit intérieur brut. Cette limite a été définie dans le cadre du traité de Maastricht (1992) et du pacte de stabilité et de croissance (Amsterdam, 1997 ; Bruxelles, 2005).
Depuis 2004, des procédures visant à la réduction des déficits excessifs ont concerné dix États membres de l'Union européenne, dont quatre dans la zone euro (Grèce, France, Allemagne et Pays-Bas) et six autres hors zone euro (Hongrie, République tchèque, Slovaquie, Pologne, Chypre, Malte).
La procédure a depuis été légèrement assouplie[Comment ?][Quand ?][Qui ?].

## Cyclicité du déficit budgétaire
Par un phénomène purement mécanique, le déficit budgétaire se réduit en période de forte croissance économique, dans la période faste du cycle économique (les recettes de l'État augmentent fortement, alors que ses dépenses ont une volatilité plus faible, donc augmentent moins rapidement).
Les différents gouvernements ont également tendance à présenter un budget en fort déficit en début de mandat (application des programmes électoraux, dépenses mises au compte du précédent gouvernement), et à présenter un déficit budgétaire réduit en fin de mandat, à des fins électorales (report à l'année suivante, déplacement de créances sur des organismes publics divers, utilisation de jeux comptables).

## En France

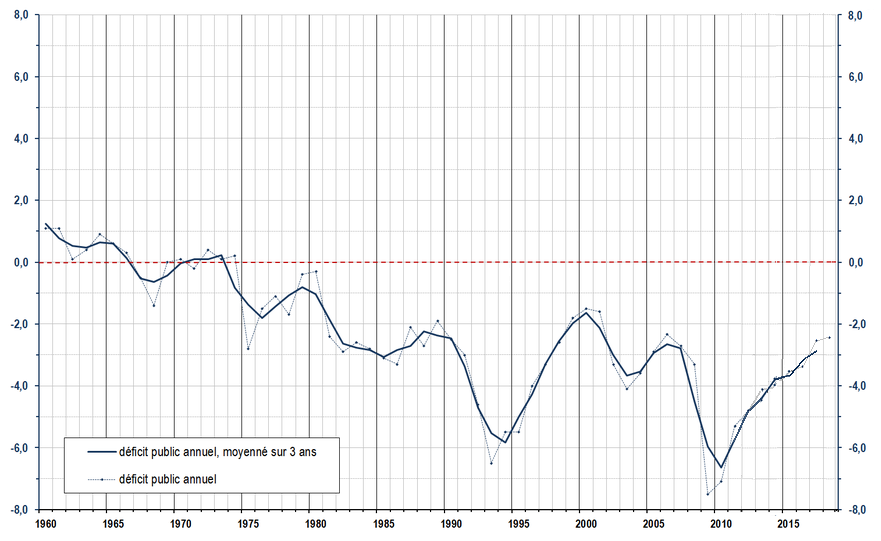
Excédents (+) et déficits (-) publics de la France en pourcentage du PIB (1960-2018)

En France, les déficits publics sont plafonnés à 3 % du PIB depuis 1982 : c'est le ministre de l'Économie et des Finances Jacques Delors sous la présidence de François Mitterrand qui a voulu faire du non-dépassement des 3 % une règle pour le tournant de la rigueur adopté un an plus tard. 1982 voit en effet le déficit budgétaire dépasser les 100 milliards (signal négatif aux marchés économiques mais qui, ramené au ratio, fait 3 % du PNB français),. Le chargé de mission à la Direction du budget, Guy Abeille, explique que : « On a imaginé ce chiffre de 3 % en moins d’une heure, il est né sur un coin de table, sans aucune réflexion théorique. (…) Mitterrand [voulait] qu’on lui fournisse rapidement une règle facile, qui sonne économiste et puisse être opposée aux ministres qui défilaient dans son bureau pour lui réclamer de l’argent ». Selon le néokeynésianisme mis en place en 1981 (programme de relance par la croissance), « limiter le déficit à 3 % permettait de renouer avec la croissance sans pour autant accroître la dette en points de PIB ». Dès lors, ce chiffre revient comme une antienne et, sous l'influence française, l'Union européenne l'impose à l’ensemble des pays membres par le pacte de stabilité et de croissance adopté en 1997 (et révisé en 2005).
Par exemple, en France, la crise économique de 1993 a contribué à creuser le déficit budgétaire, et la bonne conjoncture autour de l'année 2000 a réduit mécaniquement le déficit. En 2000, il a été question d'une « cagnotte budgétaire » alors que le déficit global n'était pas comblé.
En 2010, le déficit public de la France « au sens de Maastricht » s'est élevé à 136,5 milliards d'euros, soit 7,1 % du produit intérieur brut (PIB).

## Dans l'Union européenne
Déficit public de la Zone euro :
- +0,1 % en 2000,[réf. nécessaire]
- -1,8 % en 2001,[réf. nécessaire]
- -2,5 % en 2002,[réf. nécessaire]
- -3,1 % en 2003,[réf. nécessaire]
- -2,9 % en 2004.[réf. nécessaire]

| Zone             | 2005    | 2006    | 2007    | 2008    | 2009    | 2010    | 2011    | 2012    | 2013    | 2014    | 2015    | 2016    |
| ---------------- | ------- | ------- | ------- | ------- | ------- | ------- | ------- | ------- | ------- | ------- | ------- | ------- |
| Zone euro (ZE19) | - 2,6 % | - 1,5 % | - 0,6 % | - 2,2 % | - 6,3 % | - 6,2 % | - 4,2 % | - 3,6 % | - 3,0 % | - 2,6 % | - 2,1 % | - 1,5 % |
| UE28             | - 2,5 % | - 1,6 % | - 0,9 % | - 2,5 % | - 6,6 % | - 6,4 % | - 4,6 % | - 4,3 % | - 3,3 % | - 3,0 % | - 2,4 % | - 1,7 % |

En 2016, le Luxembourg (+ 1,6 %), Malte (+ 1,0 %), la Suède (+ 0,9 %), l'Allemagne (+ 0,8 %), la Grèce (+ 0,7 %), la République tchèque (+ 0,6 %), Chypre et les Pays-Bas (+ 0,4 % chacun) ainsi que l’Estonie et la Lituanie (+ 0,3 % chacun) ont affiché un excédent public, tandis que la Bulgarie et la Lettonie avaient un solde budgétaire à l'équilibre.
Les déficits publics les plus faibles, par rapport au PIB, ont été enregistrés en Irlande (- 0,6 %), en Croatie (- 0,8 %) et au Danemark (- 0,9 %). Quatre États membres ont affiché un déficit supérieur ou égal à 3 % du PIB : l'Espagne (- 4,5 %), la France (- 3,4 %) ainsi que la Roumanie et le Royaume-Uni (- 3,0 % chacun).

## Effets du déficit budgétaire

### Relance de l'activité économique[24]
Lorsque les dépenses dans le secteur privé sont jugées insuffisantes pour relancer l'activité économique et l'emploi, l'État intervient. En recourant au déficit budgétaire, il peut augmenter les revenus disponibles des fonctionnaires civils et militaires, augmenter ses achats et/ou relancer les travaux publics. L'augmentation de la consommation, de l'investissement et de la production nationaux qui en résultent permettent de stimuler la croissance économique et l'emploi.

### Risques du déficit
1. L'inflation : lorsque les autorités publiques financent le déficit budgétaire par simple émission de monnaie fiduciaire sans tenir compte des besoins de l'activité économique en liquidités, les prix des biens et des services augmentent causant ainsi une baisse, du pouvoir d'achat de la population et de la compétitivité des produits nationaux[24].
2. L'effet d'éviction : à l'inverse, si l'État veut éviter l'inflation et ses effets néfastes, il peut financer son déficit en se faisant prêter auprès du grand public. Le drainage de l'épargne ainsi réalisé va la raréfier en augmentant son prix : le taux d'intérêt. La conséquence et la baisse de l'investissement privé provoquée par la baisse de l' effet de levier[24].